# Plessala
 Plessala (en bretó Plesala) és un municipi francès, situat a la regió de Bretanya, al departament de Costes del Nord. L'any 2006 tenia 1.853 habitants.

## Demografia
| 1962                                       | 1968  | 1975  | 1982  | 1990  | 1999  |
| ------------------------------------------ | ----- | ----- | ----- | ----- | ----- |
| 1.909                                      | 2.071 | 2.055 | 1.979 | 1.882 | 1.821 |
| Des de 1962: població sense dobles comptes |       |       |       |       |       |

## Administració
| Període   | Identitat     | Partit |
| --------- | ------------- | ------ |
| -1989     | Simone Darcel |        |
| 1989-2008 | Paul Guiguen  |        |
| 2008-     | Joseph Sauvé  |        |